# I misteri di Parigi (film 1957)
I misteri di Parigi (o Les Mystères de Paris) è un film del 1957 diretto da Fernando Cerchio.

## Trama
Parigi 1838, il principe Rodolphe giura sul letto di morte dell'amica Matilde di ritrovare Germain, figlio della donna rapito dal padre alla nascita. 
Travestito da barbone si aggira nei bassifondi della città incontrando diversi personaggi che lo aiutano o lo ostacolano.

## Distribuzione
In Italia, in film uscì il 21 agosto 1957.
Incasso accertato nelle sale a tutto il 31 dicembre 1965 £ 21.352.869

## Altre versioni cinematografiche del romanzo
- I misteri di Parigi (Les Mystères de Paris) serial, diretto da Charles Burguet (1922)
- I misteri di Parigi (Les Mystères de Paris), film diretto da Félix Gandéra (1935)
- I misteri di Parigi, film diretto da Fernando Cerchio (1957)
- I misteri di Parigi (Les Mystères de Paris), film diretto da André Hunebelle (1962)